# Рив-ан-Сен
Рив-ан-Сен (фр. Rives-en-Seine) — муніципалітет у Франції, у регіоні Нормандія, департамент Приморська Сена. Рив-ан-Сен утворено 1 січня 2016 року шляхом злиття муніципалітетів Кодбек-ан-Ко, Сен-Вандрій-Рансон i Вільк'є. Адміністративним центром муніципалітету є Кодбек-ан-Ко. Населення — 4078 осіб (01.01.2021).